# 11404 Wittig
11404 Wittig este un asteroid din centura principală de asteroizi.

## Descriere
11404 Wittig este un asteroid din centura principală de asteroizi. A fost descoperit pe 19 ianuarie 1999 la Caussols, în cadrul proiectului ODAS. Asteroidul prezintă o orbită caracterizată de o semiaxă mare de 3,17 ua, o excentricitate de 0,14 și o înclinație de 1,5° în raport cu ecliptica.